# Рене I де Роган
Рене I де Роган (René Ier de Rohan) (1516 — погиб 20.10.1552 под Мецем, похоронен в кафедрале Нанси) — 18-й виконт Роган, барон де Леон, сеньор де Блен, граф де Пороэт.
Сын Пьера II де Роган-Жье, сеньора де Фонтене (погиб в битве при Павии 1525 г.) и Анны де Роган — наследницы виконтства Роган и графства Пороэт.
При посредничестве Маргариты — сестры французского короля Франциска I, женился на Изабелле д’Альбре (1513/14 — после 1555), дочери королей Наварры Жана III и Екатерины де Фуа (свадьба состоялась в Алансоне 16 августа 1534 года). После этого выбрал своей резиденцией замок Блен.
С 1542 года на военной службе, участвовал во многих походах и погиб при осаде Меца 20 октября 1552 года, когда в составе отряда герцога Клода Омальского совершил неудачную атаку на войско Альбрехта Алкивиада Бранденбургского. Согласно Commentaires des guerres en la Gaule belgique (1551-1559). T. 1, 1551-1555 / par François de Rabutin он был взят в плен немецкими солдатами, они передрались между собой за право обладания таким ценным пленником, и один из них выстрелил в виконта из пистолета.
Дети:
- Анри I де Роган (ум. 1575), виконт де Роган после смерти отца.
- Жан де Роган, сеньор де Фронтене.
- Рене II де Роган (ум. 1586), виконт де Роган (наследовал старшему брату).
- Франсуаза де Роган (1535—1591), дама де Гарнаш (в Пуату), любовница Жака Савойского, герцога де Немур. С 1587 г. носила титул герцогини де Луден (Loudun).

В письмах Маргариты Наваррской (Lettres de Marguerite d'Angoulême, soeur de François 1er, François Génin· 1841) 1530-1537 гг. неоднократно указывается тяжёлое финансовое положение Рене де Рогана и его жены Изабеллы д’Альбре (их долги достигали 60 тысяч франков). Потом с помощью всё той же Маргариты им удалось выйти из ситуации (в той же книге: M. de Rohan, secouru jadis par Marguerite avec une générosité si tendre et si active, lors du naufrage de sa fortune).
На службе Рене I де Рогана с 1542 года состоял полевой хирург Амбруаз Паре, который посвятил ему первое издание своей книги la Méthode de traiter les plaies faites par les arquebuts et autres bastons à feu, et celles qui sont faites par la poudre à canon (второе, по совету виконта, посвятил королю).
Изабелла д’Альбре после смерти мужа открыто перешла в протестантизм (в 1558 году).